# هوسكيونهين
هوسكيونهين (بالفرنسية: Hocquinghen)‏ هي بلدية تقع في إقليم باد كاليه من منطقة نور با دو كاليه في شمال فرنسا. تبلغ مساحة هذه المدينة 1.94 (كم²)، وترتفع عن سطح البحر 81 م، يبلغ عدد سكانها 102 نسمة حسب إحصاء المعهد الوطني للإحصاء والدراسات الاقتصادية سنة 2009 م. وترأس Christian Andrieu البلدية خلال فترة (2008-2014).